# Iványchi
Iványchi (ucraniano: Іва́ничі; polaco: Iwanicze) es un asentamiento de tipo urbano de Ucrania, capital del raión homónimo en la óblast de Volinia.
En 2017 la localidad tenía 7183 habitantes. Desde 2017 es sede de una nueva "comunidad territorial unificada" (hromada) que añade unos tres mil habitantes más, abarcando los pueblos de Dolynka, Drevyni, Ivánivka, Luhové, Ménchychi, Myshiv, Románivka y Sosnyna.
Se conoce la existencia de la localidad desde 1545, cuando se menciona como un pueblo del Gran Ducado de Lituania. Tras la partición de 1795 se incorporó al Imperio ruso. Su desarrollo urbano comenzó en 1944 cuando, tras ser destruida la vecina capital distrital Porytsk en la Segunda Guerra Mundial, la Unión Soviética decidió establecer la administración del distrito en Iványchi.
Se ubica unos 15 km al sureste de Novovolynsk y unos 20 km al sur de Volodímir-Volinski.